# Tanuma Okitsugu
Tanuma Okitsugu est un nom japonais traditionnel ; le nom de famille (ou le nom d'école), Tanuma, précède donc le prénom (ou le nom d'artiste).
Tanuma Okitsugu (田沼意次, 11 septembre 1719 à Edo-25 août 1788 à Edo) est un rōjū (conseiller principal) du shogunat Tokugawa à l'origine d'une réforme monétaire. Il est également daimyo et dirige le domaine de Makinohara. Il emploie le titre de Tonomo-no-kami.
Son régime est souvent associé à la corruption rampante et à une forte inflation. Au cours de l'ère Tenmei (4) (1784), Tanuma Okitomo, le fils d'Okitsugu, wakadoshiyori (conseiller secondaire), est assassiné à l'intérieur du château d'Edo. Okitomo est tué devant son père alors que tous deux retournent à leur norimono à l'issue d'une réunion des conseillers d'État. L'assassin d'Okitomo est Sano Masakoto, un hatamoto. L'implication d'importants personnages du bakufu est suspectée mais seul l'assassin est puni. La conséquence de cet assassinat est que les réformes libérales promues par Tanuma au sein du bakufu et l'assouplissement de l'application du sakoku sont bloqués.

## Source de la traduction
- (en) Cet article est partiellement ou en totalité issu de l’article de Wikipédia en anglais intitulé « Tanuma Okitsugu » (voir la liste des auteurs).